# Lijst van beelden in Oss
Dit is een (onvolledige) chronologische lijst van beelden in Oss. Onder een beeld wordt hier verstaan elk driedimensionaal kunstwerk in de openbare ruimte van de Nederlandse gemeente Oss, waarbij beeld wordt gebruikt als verzamelbegrip voor sculpturen, standbeelden, installaties, gedenktekens en overige beeldhouwwerken.
Voor een volledig overzicht van de beschikbare afbeeldingen zie: Beelden in Oss op Wikimedia Commons.
| Geplaatst                                                                          | Omschrijving | Kunstenaar                                                          | Straat                                                                        | Plaats                            | Materiaal                                        | Afbeelding        |
| ---------------------------------------------------------------------------------- | --- | ------------------------------------------------------------------- | ----------------------------------------------------------------------------- | --------------------------------- | ------------------------------------------------ | ----------------- |
| 1753                                                                               | Geloof, Hoop en Liefde |                                                                     | Marktstraat / St. Luciastraat                                                 | Ravenstein                        |                                                  | Meer afbeeldingen |
| 1853                                                                               | Standbeeld van Karel van Brimeu | Frans Donkers                                                       | Carolus de Brimeuplein                                                        | Megen                             | Natuursteen                                      | Meer afbeeldingen |
| 1859                                                                               | Gevelbeeld St. Willibrord |                                                                     | Begijnenstraat; in linkergevel toren grote kerk                               | Oss                               | Natuursteen                                      | Meer afbeeldingen |
| 1859                                                                               | Gevelbeeld heilige |                                                                     | Begijnenstraat; in rechtergevel toren grote kerk                              | Oss                               | Natuursteen                                      | Meer afbeeldingen |
| 1860                                                                               | Standbeelden Maria met Kind, en Jozef | Doensen, Maaseik                                                    | Prelaat van den Berghplein; zuidelijke ingang begraafplaats                   | Lithoijen                         | Zandsteen                                        | Meer afbeeldingen |
| 1860                                                                               | Standbeelden twee heiligen | Doensen, Maaseik                                                    | Prelaat van den Berghplein; oostelijke ingang begraafplaats                   | Lithoijen                         | Zandsteen                                        | Meer afbeeldingen |
| 1872                                                                               | Calvarieberg Oss |                                                                     | Eikenboomgaard; begraafplaats Eikenboomgaard                                  | Oss                               | Kalksteen                                        | Meer afbeeldingen |
| ca. 1875                                                                           | Gevelbeeld Jozef met kind |                                                                     | Sint Luciastraat; St. Josephkapel                                             | Ravenstein                        | Kalksteen                                        | Meer afbeeldingen |
| 1884                                                                               | Sint Joseph |                                                                     | Willibrordusstraat 49                                                         | Berghem                           | Kalksteen                                        | Meer afbeeldingen |
| 1884 (?)                                                                           | Reliëf, Sint Joseph |                                                                     | Molenweg                                                                      | Berghem                           | Terracotta                                       | Meer afbeeldingen |
| ca. 1890                                                                           | Calvarieberg Ravenstein | A. van Asseldonk                                                    | Molensingel; R.K. begraafplaats                                               | Ravenstein                        | Kalksteen, natuursteen en ijzer                  | Meer afbeeldingen |
| 1894                                                                               | Triomferende Maria geflankeerd door twee engelen | Lambert Hezenmans/Jan Frans De Vriendt                              | Monsterstraat                                                                 | Oss                               | Kalksteen                                        | Meer afbeeldingen |
| ca. 1897 ?                                                                         | Sint Jozef; beeld in de poort van het Clarissenklooster Sint-Josephsberg |                                                                     | Clarastraat                                                                   | Megen                             | Kalksteen                                        | Meer afbeeldingen |
| ca. 1900                                                                           | Calvarieberg Lith |                                                                     | Hertog Janstraat; begraafplaats Sint-Lambertuskerk                            | Lith                              |                                                  | Meer afbeeldingen |
| 1903                                                                               | Sint-Willibrordus |                                                                     | Sint Willibrordusstraat (st. Willibrorduskerk)                                | Berghem                           | Kalksteen                                        | Meer afbeeldingen |
| ca. 1907                                                                           | Calvarieberg Herpen |                                                                     | Rogstraat (begraafplaats Sint-Sebastianuskerk)                                | Herpen                            |                                                  | Meer afbeeldingen |
| 1911                                                                               | Twee gevelbeelden van heiligen: Sint ?? (links) en Sint-Eligius (rechts) |                                                                     | Hamstraat (Sint-Lambertuskerk)                                                | Huisseling                        |                                                  | Meer afbeeldingen |
| 1915                                                                               | Grafmonument van Francisca Vermeulen | onbekend                                                            | Oude Pastoriestraat                                                           | Maren                             | Natuursteen                                      | Meer afbeeldingen |
| 1919                                                                               | Reliëfsculptuur van het Rijkswapen |                                                                     | Hescheweg 17 t/m 23; gevel van de voormalige Marechausseekazerne              | Oss                               |                                                  | Meer afbeeldingen |
| 1919                                                                               | Reliëfsculptuur van het Koninklijk wapen |                                                                     | Bram van den Berghstraat 22; gevel van het voormalige Bergoss-gebouw          | Oss                               | Gietijzer                                        | Meer afbeeldingen |
| 1922                                                                               | Heilig Hartbeeld | August Falise                                                       | Berghemseweg                                                                  | Oss                               | Kalksteen                                        | Meer afbeeldingen |
| 1924                                                                               | Heilig Hartbeeld | Jan Custers                                                         | Prelaat van den Bergplein                                                     | Lithoijen                         | Kalksteen                                        | Meer afbeeldingen |
| 1924                                                                               | Heilig Hartbeeld | Gerd Brüx                                                           | Oijens Bovendijk/Bernhardweg                                                  | Oijen                             | Kalksteen                                        | Meer afbeeldingen |
| ca. 1925                                                                           | Mariabeeld |                                                                     | Berghemseweg; voor Visserskerk                                                | Oss                               | Gietijzer                                        | Meer afbeeldingen |
| ca. 1925                                                                           | Kruisbeeld |                                                                     | Schadewijkstraat; begraafplaats Gerardus Majella                              | Oss                               |                                                  | Meer afbeeldingen |
| 1925-1926                                                                          | Reliëfsculptuur Willibrordusputje |                                                                     | Willibrordusweg                                                               | Oss                               | Natuursteen                                      | Meer afbeeldingen |
| 1927                                                                               | Heilig Hartbeeld | August Falise                                                       | Antoon Coolenplein 1                                                          | Lith                              | Kalksteen                                        | Meer afbeeldingen |
| 1928                                                                               | Gevelbeeld Maria en Jezus |                                                                     | Molenstraat; gevel van het Titus Brandsmalyceum                               | Lith                              | Kalksteen                                        | Meer afbeeldingen |
| 1929                                                                               | Heilig Hartbeeld | Atelier Van Bokhoven en Jonkers                                     | Kerkplein/Lietingstraat                                                       | Haren                             | Kalksteen                                        | Meer afbeeldingen |
| 1929                                                                               | Heilig Hartbeeld |                                                                     | Kloosterstraat                                                                | Geffen                            | Kalksteen                                        | Meer afbeeldingen |
| ca. 1930                                                                           | Heilig Hartbeeld |                                                                     | Pastoor van Weerdtstraat                                                      | Teeffelen                         | Kalksteen                                        | Meer afbeeldingen |
| ca. 1930                                                                           | Wegkruis |                                                                     | Hescheweg                                                                     | Oss                               |                                                  | Meer afbeeldingen |
| ca. 1930                                                                           | Wegkruis |                                                                     | Oijenseweg/Orseleindstraat                                                    | Oss                               |                                                  | Meer afbeeldingen |
| ca. 1930                                                                           | Wegkruis |                                                                     | Vlasgaard/Linnenplein                                                         | Oss                               |                                                  | Meer afbeeldingen |
| 1933                                                                               | Heilig Hartbeeld |                                                                     | Oude Pastoriestraat                                                           | Maren                             | Natuursteen                                      | Meer afbeeldingen |
| 1934                                                                               | Wegkruis |                                                                     | Burgemeester van Erpstraat                                                    | Berghem                           |                                                  | Meer afbeeldingen |
| 1939                                                                               | Maria Koningin van de vrede 'Veldkapel' annex sculptuur | Piet Verdonk                                                        | Oude Pastoriestraat / Oude Kerkstraat                                         | Maren                             | Kalksteen                                        | Meer afbeeldingen |
| 1941                                                                               | Heilig Hartbeeld |                                                                     | Maasdijk                                                                      | Demen                             | Kalksteen                                        | Meer afbeeldingen |
| 1943                                                                               | Heilig Hartbeeld | Albert Meertens                                                     | Maasdijk                                                                      | Neerloon                          | Kalksteen                                        | Meer afbeeldingen |
| ca. 1946                                                                           | Calvarieberg Lithoijen |                                                                     | Prelaat van den Bergplein (begraafplaats)                                     | Lithoijen                         |                                                  | Meer afbeeldingen |
| 1947                                                                               | Gevelsculpturen Maaslandcollege Set van 4 sculpturen. |                                                                     | Vianenstraat                                                                  | Oss                               | Kalksteen                                        | Meer afbeeldingen |
| 1947                                                                               | Mariabeeld |                                                                     | Molenweg/Langwijkstraat                                                       | Lithoijen                         |                                                  | Meer afbeeldingen |
| 1947                                                                               | Kruisbeeld |                                                                     | Molenweg/Schutstraat                                                          | Lithoijen                         |                                                  | Meer afbeeldingen |
| ca. 1951                                                                           | Standbeeldje Everardus Witte in gevel van de grafkapel tegen het Franciscanenklooster |                                                                     | Broeder Everardusplein                                                        | Megen                             | Kalksteen                                        | Meer afbeeldingen |
| ca. 1952                                                                           | Maren-Kessel |                                                                     | Pastoor Roesweg / Kerkplein                                                   | Maren-Kessel                      |                                                  | Meer afbeeldingen |
| ca. 1954                                                                           | Kruisbeeld en twee engelen |                                                                     | Leeuwerikstraat; begraafplaats Don Bosco                                      | Oss                               |                                                  | Meer afbeeldingen |
| ca. 1954; vanaf 2020 op deze plek                                                  | Reliëfsculpturen Jozef; en Maria met Jezus | Joep Thissen                                                        | Koornstraat 6; gevel van het parochiegebouw                                   | Oss                               | Brons                                            | Meer afbeeldingen |
| 1957                                                                               | Titus Brandsma | Theo van der Nahmer                                                 | Molenstraat; voortuin van het Titus Brandsmalyceum                            | Oss                               | Brons                                            | Meer afbeeldingen |
| 1960                                                                               | Bevrijdingsmonument | Frans van der Burgt                                                 | Nieuwe Hescheweg                                                              | Oss                               | Brons                                            | Meer afbeeldingen |
| ca. 1960                                                                           | Pauw | Piet Slegers                                                        | Burgemeester van den Elzenlaan                                                | Oss                               | Brons                                            | Meer afbeeldingen |
| 1962                                                                               | Koentje | Joop Falke                                                          | Willibrordusweg/Wilhelminalaan                                                | Oss                               | Staal                                            | Meer afbeeldingen |
| 1965                                                                               | Saal van Zwanenberg | Anna Dekking-van Haeften                                            | Kloosterstraat (bedrijfsterrein Organon / Pivot Park)                         | Oss                               | Brons                                            | Meer afbeeldingen |
| ca. 1967?                                                                          | Standbeeld van twee meisjes (het Maaslandcollege was tot 1967 middelbare meisjesschool Regina Mundi)                                                                                                |                                                                     | Vianenstraat; voor het Maaslandcollege                                        | Oss                               | Kalksteen                                        | Meer afbeeldingen |
| 1968                                                                               | De Zwaan |                                                                     |                                                                               | Herpen                            | Brons                                            | Meer afbeeldingen |
| 1970                                                                               | Edith Stein monument | Joop Falke                                                          | Nieuwe Hescheweg/Wilhelminalaan                                               | Oss                               | Brons                                            | Meer afbeeldingen |
| ca. 1973                                                                           | Betonnen sculptuur die een ouderwetse telefoonhoorn voorstelt; voor het voormalige PTT gebouw |                                                                     | Molenstraat                                                                   | Oss                               | Beton                                            | Meer afbeeldingen |
| 1975                                                                               | Verticale buizen | Hans van Drumpt                                                     | Molenstraat                                                                   | Oss                               | Roestvast staal                                  | Meer afbeeldingen |
| ca. 1975                                                                           | Liggende vrouwelijk naakt | Ger van Iperen-Schenkels                                            | Foulkesstraat                                                                 | Oss                               | Brons                                            | Meer afbeeldingen |
| 1978                                                                               | Sportlieden | Joop Falke                                                          | Koornstraat; schoolplein Nicolaasschool                                       | Oss                               | Polyester                                        | Meer afbeeldingen |
| 1979                                                                               | Os | Wilna Haffmans                                                      | Raadhuishof                                                                   | Oss                               | Brons                                            | Meer afbeeldingen |
| 1979                                                                               | Hertogin Johanna, met de stadsrechten van Oss | Niek van Leest                                                      | Raadhuislaan                                                                  | Oss                               | Brons                                            | Meer afbeeldingen |
| ca. 1980                                                                           | Meisje met Boek | Frans van der Burgt                                                 | Rondestraat, bij basisschool                                                  | Deursen                           | Kalksteen                                        | Meer afbeeldingen |
| 1980 ?                                                                             | Vijfhoek verbeeldt oude vesting; Ter ere van 600 jaar stadsrechten in 1980; In de rand tevens de namen Walraven van Valkenburg, Jan van Valkenburg en Reinout van Valkenburg; Zie Meer afbeeldingen |                                                                     | Marktstraat; pleintje bij Sint Luciastraat                                    | Ravenstein                        | Natuursteen                                      | Meer afbeeldingen |
| 1981                                                                               | Varkentje | Antoinette Briët                                                    | Walplein                                                                      | Oss                               | Brons                                            | Meer afbeeldingen |
| 1981                                                                               | Harlekijn | Kees Jansen                                                         | Heuvel                                                                        | Oss                               | Brons                                            | Meer afbeeldingen |
| 1981                                                                               | Meerpaal Ter gelegenheid van de overkomst van burgemeester E. van Veldhuizen |                                                                     | Berghemseweg                                                                  | Oss                               | Hout                                             | Meer afbeeldingen |
| 1982                                                                               | Jan Tompe | Ger van Iperen-Schenkels                                            | Kruisstraat                                                                   | Oss                               | Brons                                            | Meer afbeeldingen |
| 1982                                                                               | Relatie-evolutie-object Sculpturengroep diverse 'tafeltjes' en kolom | Ton Maria Nijhof                                                    | Meidoornlaan                                                                  | Oss                               | Cortenstaal                                      | Meer afbeeldingen |
| 1982                                                                               | Maria Magdalenabeeld | Kees Jansen (Dongen)                                                | Kerkstraat                                                                    | Geffen                            | Hardsteen                                        | Meer afbeeldingen |
| ca. 1985                                                                           | Sculptuur, Kerkstraat, Berghem |                                                                     | Kerkstraat bij 60                                                             | Berghem                           | Staal                                            |                   |
| 1987                                                                               | Katadorum | Sigurður Guðmundsson                                                | Raadhuislaan                                                                  | Oss                               | Brons                                            | Meer afbeeldingen |
| 1988                                                                               | Zonder Titel | Arie Berkulin                                                       | Raadhuislaan                                                                  | Oss                               | Cortenstaal                                      | Meer afbeeldingen |
| ca. 1988                                                                           | Horzak | Geert Castenmiller                                                  | Horzakstraat                                                                  | Oss                               | Cortenstaal                                      | Meer afbeeldingen |
| 1989                                                                               | Onderbroken C Ter herinnering aan de fraters die bijna 100 jaar actief waren in Oss in zorg en onderwijs.                                                                                           | Wanda Janota                                                        | Fratershof                                                                    | Oss                               | Metaal                                           | Meer afbeeldingen |
| 1989                                                                               | Reliëf | Theo van der Nahmer                                                 | De Ruivert (bij Hooghuis Zuidwest)                                            | Oss                               | Brons                                            | Meer afbeeldingen |
| ca. 1989                                                                           | Spelende kinderen | Harry Boley                                                         | Atalantastraat                                                                | Oss                               | Staal                                            | Meer afbeeldingen |
| ca. 1989                                                                           | Duiker |                                                                     | Parklaan                                                                      | Oss                               | Staal                                            | Meer afbeeldingen |
| ca. 1989                                                                           | Acrobaten | Harry Boley                                                         | Parklaan                                                                      | Oss                               | Staal                                            | Meer afbeeldingen |
| 1990                                                                               | Old Father, old Artifex | Huib Fens                                                           | Rotonde Zaltbommelseweg / Hertogensingel / Vierhoeksingel / Oude Litherweg    | Oss                               | Cortenstaal                                      | Meer afbeeldingen |
| 1990                                                                               | Drie Figuren | Renée van Leusden                                                   | Stationssingel / Contre Escarpe                                               | Ravenstein                        | Brons                                            | Meer afbeeldingen |
| 1990                                                                               | Zuster van Liefde met Kind | Marie D. Verstegen                                                  | Kloosterstraat / Sint Willibrordusstraat                                      | Berghem                           | Brons                                            | Meer afbeeldingen |
| 1990                                                                               | Zuilensculptuur | Peter van de Locht                                                  | Margarinepad/Boterstraat                                                      | Oss                               | Natuursteen                                      | Meer afbeeldingen |
| 1990                                                                               | Archeologisch monument Ussen | Han Klinkhamer Met een gedicht van Jos Steegstra                    | Wijkpark De Strepen (nabij Ussenstraat)                                       | Oss                               | Brons                                            | Meer afbeeldingen |
| 1990; vanaf 2007 op deze locatie                                                   | Ruiter te Paard | Paul Elshout                                                        | Wilhelminastraat                                                              | Berghem                           | Brons                                            | Meer afbeeldingen |
| 1990 ?                                                                             | Zusters Franciscanessen; ter nagedachtenis aan het werk van de zusters Franciscanessen in Megen, tussen 1929-1990.                                                                                  |                                                                     | Kerklaan                                                                      | Megen                             | Brons                                            | Meer afbeeldingen |
| ca. 1990 ?                                                                         | Metalen sculptuur van een gestilleerde letter 'M' |                                                                     | Vianenstraat; op het plein van het Maaslandcollege.                           | Oss                               | Roestvast staal en cortenstaal                   | Meer afbeeldingen |
| 1991                                                                               | Ontdekkende kinderen | Joanika Ring                                                        | Brinkstraat / Doctor Ruijsstraat                                              | Overlangel                        | Brons                                            | Meer afbeeldingen |
| 1991                                                                               | De Naald | Mat Lameriks                                                        | Kloosterstraat                                                                | Geffen                            | Staal en keramiek                                | Meer afbeeldingen |
| 1993 (sinds 2015 op deze locatie)                                                  | Het Denkproces | Ton Maria Nijhof                                                    | Raadhuislaan / Raadhuishof                                                    | Oss                               | Staal                                            | Meer afbeeldingen |
| 1993                                                                               | Jan Klaassen | Jeanne Van Midde                                                    | Kolonel Wilsstraat                                                            | Ravenstein                        | Brons                                            | Meer afbeeldingen |
| 1993                                                                               | Vioolspelende vrouw | Paul Elshout                                                        | Julianastraat/Spaanderstraat                                                  | Berghem                           | Natuursteen                                      | Meer afbeeldingen |
| 1993                                                                               | Zuster Franciscanes | Frans Goossens                                                      | Kerklaan, bij Zorgcentrum De Maashorst                                        | Megen                             | Brons                                            |                   |
| 1994                                                                               | D'n Uperman | Theo Schreurs                                                       | Rogstraat/Schoolstraat                                                        | Herpen                            | Brons                                            | Meer afbeeldingen |
| 1994                                                                               | Monument vliegveld Keent | Wim Boeijen                                                         | Keentseweg                                                                    | Keent                             | Staal en brons                                   | Meer afbeeldingen |
| 1995                                                                               | Metalen bol |                                                                     | Burchtplein                                                                   | Oss                               | Roestvast staal                                  | Meer afbeeldingen |
| 1995                                                                               | Oorlogsmonument Voor Hen die Vielen | Huub van der Sanden, Joop Falke, J. Litjes                          | Rogstraat                                                                     | Herpen                            | Natuursteen                                      | Meer afbeeldingen |
| ca. 1995                                                                           | Ridderspel - ruiter | Jan van de Venne                                                    | Tournooiveld                                                                  | Oss                               | Staal                                            | Meer afbeeldingen |
| ca. 1995                                                                           | Ridderspel - ringen | Jan van de Venne                                                    | Tournooiveld                                                                  | Oss                               | Staal                                            | Meer afbeeldingen |
| ca. 1995                                                                           | Edelvrouwe met page | Ger van Iperen-Schenkels                                            | Edelenburg                                                                    | Oss                               | Brons                                            | Meer afbeeldingen |
| ca. 1995                                                                           | Page en kroon | Ger van Iperen-Schenkels                                            | Kasteel                                                                       | Oss                               | Brons                                            | Meer afbeeldingen |
| ca. 1995                                                                           | De Bourgondiër | Ger van Iperen-Schenkels                                            | Bourgondiëstraat                                                              | Oss                               | Brons                                            | Meer afbeeldingen |
| 1996                                                                               | Haren 800 | Cor Klaazen                                                         | Grotestraat/Middenweg                                                         | Haren                             | Beton                                            | Meer afbeeldingen |
| 1996; vanaf 2007 op deze plek                                                      | De Drie Elementen; tot 2003 stond het op het Walplein in Oss. | Frans Goossens                                                      | Rusheuvelstraat; voor sport/evenementencentrum de Rusheuvel                   | Oss                               | Staal, natuursteen en beton                      | Meer afbeeldingen |
| 1996                                                                               | De Non |                                                                     | Kerkpad/Pastoor Bartenstraat                                                  | Herpen                            | Brons                                            | Meer afbeeldingen |
| 1997                                                                               | De Fraters In de volksmond voetballende fraters | Alex Schalken                                                       | Rotonde Hertogensingel / Koornstraat / Singel 1940-1945                       | Oss                               | Staal                                            | Meer afbeeldingen |
| 1999                                                                               | Lyrisch Water | Jeroen Melkert                                                      | Molenstraat                                                                   | Oss                               | Natuursteen                                      | Meer afbeeldingen |
| 1999                                                                               | Dokter Adam Antoon Frans Baptist | Jac Maris                                                           | Koolmarkt                                                                     | Megen                             | Brons                                            | Meer afbeeldingen |
| 1999                                                                               | Punaises '1399-1999' (600 stuks). De punaises markeren de loop van de middeleeuwse stadsomwalling. Geplaatst ter ere van Oss 600 jaar stad.                                                         | Brabant Alucast                                                     | Diverse straten, o.a. Walplein, Walstraat, Koornstraat en Oostwal             | Oss                               | Aluminium                                        | Meer afbeeldingen |
| 2000                                                                               | Water, wind, waakzaamheid | Inez Oerlemans-Hegeman                                              |                                                                               | Demen                             | Brons                                            | Meer afbeeldingen |
| 2000                                                                               | Louis de Bourbon | Ger Van Iperen-Schenkels                                            | Burgemeester de Bourbonhof                                                    | Oss                               | Brons op een sokkel van baksteen en metselspecie | Meer afbeeldingen |
| ca. 2000                                                                           | Speeltuin Kersenboomgaard |                                                                     | Westhaag / Oosthaag                                                           | Oss                               |                                                  | Meer afbeeldingen |
| 2001 ?                                                                             | Standbeeld zusters Penitenten |                                                                     | Kerkplein                                                                     | Haren                             | Brons                                            | Meer afbeeldingen |
| 2002                                                                               | De Harmonikaspeler | Jac van Someren                                                     |                                                                               | Megen                             | Brons                                            | Meer afbeeldingen |
| 2002                                                                               | De jongeling van Huisseling De sculptuur is in 2014 verdwenen (gestolen). Later is op deze plek de Groene Parel geplaatst.                                                                          | Adriënne de Lange van Bergen-Huige                                  | Grotestraat / Hamstraat                                                       | Huisseling                        | Brons                                            |                   |
| 2002                                                                               | Kunst is de Liefde in elke Daad Dichtregel van Paul van Ostaijen in bestrating | Anet Van de Elzen                                                   | Haagpoort / Westhaag / Slotgracht                                             | Oss                               | Verf op straatklinkers                           | Meer afbeeldingen |
| 2002                                                                               | Kunst is de Liefde in elke Daad Ooievaar | Anet Van de Elzen                                                   | Het Eiland                                                                    | Oss                               | Brons                                            | Meer afbeeldingen |
| 2002                                                                               | Kunst is de Liefde in elke Daad Jongetje met verrekijker | Anet Van de Elzen                                                   | Slotgracht                                                                    | Oss                               | Brons                                            | Meer afbeeldingen |
| 2002                                                                               | Kunst is de Liefde in elke Daad Koe | Anet Van de Elzen                                                   | Haagpoort                                                                     | Oss                               | Brons                                            | Meer afbeeldingen |
| 2003                                                                               | De Eenwording | Joep van Lieshout                                                   | Dorpenweg                                                                     | Tussen Haren en Dennenburg        | Polyester                                        | Meer afbeeldingen |
| 2003; In 2010 na vernieling gerestaureerd in de geest van het origineel kunstenaar | Hommage aan de middenstand | Jur Strelitski (na restauratie); naar voorbeeld van Jac van Someren | Torenstraat                                                                   | Megen                             | Brons                                            | Meer afbeeldingen |
| 2003                                                                               | Tussen Jou en Mij | Ron van de Ven                                                      | Anna van Schuurmanstraat                                                      | Oss                               | Beton/brons                                      | Meer afbeeldingen |
| 2003                                                                               | Water, onze onstuimige vriend | Jan De Vries                                                        | Lithoijense dijk; bij inlaat Teefelse Wetering                                | Lithoijen/Teeffelen               | Brons                                            | Meer afbeeldingen |
| 2003                                                                               | Dijkstoel | Ans Jager                                                           | Lithse Dijk                                                                   | Lith                              | Brons                                            | Meer afbeeldingen |
| 2004                                                                               | De Valk | Riet Koel-Hemmer                                                    | Kasteelseplaats                                                               | Ravenstein                        | Blauwe hardsteen (Belgisch hardsteen)            | Meer afbeeldingen |
| 2004                                                                               | De Schaepmannen Groep van totaal tien sculpturen verdeeld over de groenstroken tussen deze twee straten. Zie 'meer afbeeldingen'.                                                                   | Harm Jan Vrolijk                                                    | Anna Bijnsstraat / Schaepmanlaan                                              | Oss                               | Beton                                            | Meer afbeeldingen |
| 2004                                                                               | Monument voor Vrijheid, Verdraagzaamheid en Vrede Tevens ter nagedachtenis aan militairen en verzet in WO-II                                                                                        | Ger van Iperen-Schenkels                                            | Professor Regoutstraat                                                        | Oss                               | Roestvast staal en natuursteen                   | Meer afbeeldingen |
| 2005                                                                               | De Poort van Oss | Sjef Hoogstede                                                      | Rotonde Julianasingel / Kantsingel                                            | Oss                               | Roestvast staal en cortenstaal                   | Meer afbeeldingen |
| 2006                                                                               | Intending white (witte raaf) | Roberto Ruggiu                                                      |                                                                               | Ravenstein                        | Metaal                                           |                   |
| 2006                                                                               | Vol Verwachting | Jac van Someren                                                     | Maasdijk, bij Doctor Baptiststraat/Kloosterstraat                             | Megen                             | Brons                                            | Meer afbeeldingen |
| 2006                                                                               | Muziekvereniging St. Hubertus Ter ere van 75-jarig bestaan | Ties Lowes                                                          | Deken Verkuijlenplein                                                         | Herpen                            | Brons op een sokkel van beton                    | Meer afbeeldingen |
| 2007                                                                               | De Kôlluk in beeld | Geert Castenmiller                                                  |                                                                               | Koolwijk                          | Staal                                            | Meer afbeeldingen |
| 2007                                                                               | Gedenkplaats Pastoor Adrianus G.J.M. Smits | Jan de Vries, Lithoijen                                             | Prelaat van den Bergplein                                                     | Lithoijen                         | Brons                                            | Meer afbeeldingen |
| ca. 2008                                                                           | Muurkunstwerk Bergoss Naam 'Bergoss' en diverse tapijtmotieven Betreft in totaal 4 verschillende muurdelen aan deze straat Zie 'meer afbeeldingen'                                                  |                                                                     | Goudmijnstraat                                                                | Oss                               | Baksteen en metselspecie                         | Meer afbeeldingen |
| 2008                                                                               | Koe 'Sien' | Heemkundewerkgroep Vladerack                                        | Els (De Schutskooi)                                                           | Geffen                            | Polyester                                        | Meer afbeeldingen |
| 2010                                                                               | De Kneep (van Oss) Het betreft een grote versie van de serie 'knepen' die als slierten in de raadzaal hangen                                                                                        | Tineke Schuurmans                                                   | Raadhuislaan / Raadhuishof                                                    | Oss                               | Polyester                                        | Meer afbeeldingen |
| 2010                                                                               | Berghemse Buffel 'Leider' die uitkijkt over een groep van totaal vier buffels verspreid over de wijk Piekenhoef.                                                                                    | Tom Claassen                                                        | Park langs het Ontginningspad (hoek Dotterbloem / Sleutelbloem)               | Berghem                           | Beton                                            | Meer afbeeldingen |
| 2010                                                                               | Berghemse Buffel | Tom Claassen                                                        | Rabarberveld                                                                  | Berghem                           | Beton                                            | Meer afbeeldingen |
| 2010                                                                               | Berghemse Buffel | Tom Claassen                                                        | Rijstveld                                                                     | Berghem                           | Beton                                            | Meer afbeeldingen |
| 2010                                                                               | Berghemse Buffel | Tom Claassen                                                        | Tarwestraat                                                                   | Berghem                           | Beton                                            | Meer afbeeldingen |
| 2010                                                                               | Oorlogsmonument Vrede, Vrijheid, Verdraagzaamheid, Veiligheid | Inez Oerlemans-Hegeman                                              | Veldstraat                                                                    | Geffen                            | Roestvast staal                                  |                   |
| 2011                                                                               | Maasarm | Willem Claassen                                                     | Maasdijk, bij brug Keentseweg                                                 | Keent                             | Hout                                             | Meer afbeeldingen |
| 2013                                                                               | Avatar Kleurige sculptuur en bijbehorende zitbanken met de woorden "waken" en "dromen" in verschillende talen.                                                                                      | Gerard Groenewoud en Tilly Buij                                     | Anna van Schuurmanstraat                                                      | Oss                               |                                                  | Meer afbeeldingen |
| 2013                                                                               | Kroningsdeksel | Paul Bausch                                                         | Oostwal                                                                       | Oss                               | Gietijzer                                        | Meer afbeeldingen |
| 2013                                                                               | Schakel 304 | Hans van Gerwen                                                     | Marense Dijk                                                                  | Maren                             | Roestvast staal                                  | Meer afbeeldingen |
| 2014                                                                               | Monument Vorstengraf met replica van een urn, en replica van situla met zwaard |                                                                     | Zwaardweg                                                                     | Oss                               | Brons                                            | Meer afbeeldingen |
| 2015                                                                               | Zitbanken Berghkwartier; 2 stuks | Ellen Spanjaard                                                     | Tapijtplein                                                                   | Oss                               | Verzinkt staal                                   | Meer afbeeldingen |
| 2015                                                                               | Zitbanken Berghkwartier; 2 stuks | Ellen Spanjaard                                                     | Oostwal (hoek Bram v.d. Berghstraat)                                          | Oss                               | Verzinkt staal                                   | Meer afbeeldingen |
| 2015                                                                               | Ode aan de Pil | Sjef Hoogstede                                                      | Gasstraat                                                                     | Oss                               |                                                  | Meer afbeeldingen |
| 2016                                                                               | Met beide voeten op de grond | Frans van Hintum                                                    | Oude Litherweg                                                                | Oss                               | Polyester                                        | Meer afbeeldingen |
| 2016                                                                               | Vernieuwing | Jan van Dijk                                                        | Bremlaan                                                                      | Oss                               | Boomstammen en takken                            | Meer afbeeldingen |
| 2016                                                                               | Grenspaal Ravenstein, Huisseling en Dieden Paal die het punt markeert waar in 1865 de gemeenten Ravenstein, Huisseling en Dieden (Dieden, Demen en Langel) bij elkaar kwamen.                       |                                                                     | Stationssingel                                                                | Ravenstein                        | Hardstenen paal en bestrating                    | Meer afbeeldingen |
| 2017; sinds 2018 op deze plek                                                      | Industrieel Erfgoed Sculptuur van twee tandwielen Oorspronkelijke locatie: rotonde Dorpenweg / Noord-Zuid (N329) ten zuiden van Megen                                                               | Jos Verschaere                                                      | Kantsingel (rotonde bij Gasstraat Oost)                                       | Oss                               | Beton                                            | Meer afbeeldingen |
| 2017                                                                               | Poort Landerij van Tosse |                                                                     | Mugheuvelstraat                                                               | Oss                               | Cortenstaal en boomstammen                       | Meer afbeeldingen |
| 2017                                                                               | Kunstwerk Landerij van Tosse |                                                                     | Cereslaan                                                                     | Oss                               | Cortenstaal en boomstammen                       | Meer afbeeldingen |
| 2017                                                                               | Waterdrager | Nicolas Dings                                                       | John F. Kennedybaan                                                           | Oss                               | Brons                                            | Meer afbeeldingen |
| ca. 2017                                                                           | Herties | Ties Lowes                                                          | Hertewissel                                                                   | Oss                               | Betonijzer, plasticrète (acrylhars) en autolak   | Meer afbeeldingen |
| 2018                                                                               | Drijvend model ijzertijdboerderij Ussen |                                                                     | Wijkpark 'De Strepen' (nabij Ussenstraat en Geerstraat)                       | Oss                               | Roestvast staal                                  | Meer afbeeldingen |
| 2018                                                                               | Watertoren |                                                                     | John F. Kennedybaan                                                           | Oss                               | Cortenstaal                                      | Meer afbeeldingen |
| 2018                                                                               | Het Kromme Zwaard | Julie Wulfhorst-Hafmans en Sjef Hoogstede                           | Rotonde Molenstraat-Raadhuislaan                                              | Oss                               | Roestvast staal en cortenstaal                   | Meer afbeeldingen |
| 2018                                                                               | Groene Parel | Riet Koel                                                           | Grotestraat                                                                   | Huisseling                        | Cortenstaal en natuursteen                       | Meer afbeeldingen |
| 2018                                                                               | Slang | Jenny Derksen                                                       | Verdistraat                                                                   | Oss                               | Polyester                                        | Meer afbeeldingen |
| 2019                                                                               | Vlinderboek Geplaatst naar aanleiding van het stint-ongeluk Het betreft een herdenkingsmonument voor alle mensen die ooit een kind verloren zijn.                                                   | Sjef Hoogstede                                                      | Park Elzeneind (bij Coornhertstraat / Joost van den Vondellaan)               | Oss                               | Staal                                            | Meer afbeeldingen |
| 2019                                                                               | Stalen Ros | Till Willems                                                        | Monsterstraat                                                                 | Oss                               | Cortenstaal                                      | Meer afbeeldingen |
| 2020                                                                               | De Werkers van Oss Set van 7 beeldplaten Zie 'meer afbeeldingen' | Irene Schaap                                                        | Tapijtplein                                                                   | Oss                               | Cortenstaal                                      | Meer afbeeldingen |
| 2021                                                                               | Flavus Onderdeel fietsroute 'Tempels aan de Maas' |                                                                     | Marense Dijk                                                                  | Maren                             | Cortenstaal                                      | Meer afbeeldingen |
| 2021                                                                               | Ontmoetingstafel stichting Chaja | André Smouter                                                       | Landerij van Tosse; nabij Suggelaarsestraat                                   | Oss                               | Hout                                             |                   |
| 2021                                                                               | Eekhoorn | Jenny Derksen                                                       | Terwaenen                                                                     | Oss                               | Polyester                                        | Meer afbeeldingen |
| 2021                                                                               | Haas | Jenny Derksen                                                       | Terwaenen                                                                     | Oss                               | Polyester                                        | Meer afbeeldingen |
| 2021                                                                               | Vogel | Jenny Derksen                                                       | Terwaenen                                                                     | Oss                               | Polyester                                        | Meer afbeeldingen |
| 2021                                                                               | Vos | Jenny Derksen                                                       | Terwaenen                                                                     | Oss                               | Polyester                                        | Meer afbeeldingen |
| 2021                                                                               | Zwanen | Jenny Derksen                                                       | Terwaenen                                                                     | Oss                               | Polyester                                        | Meer afbeeldingen |
| 2021                                                                               | Het werk van de zusters | Betsie Schepers van Loon                                            | Kasteelseplaats                                                               | Ravenstein                        | Brons                                            | Meer afbeeldingen |
| 2022                                                                               | Eendenkooi | Julie Wulfhorst-Hafmans                                             | Rotonde Megensebaan/Dorpenweg/Noord-Zuid                                      | Op de grens van Macharen en Haren | Cortenstaal en wilgentenen                       | Meer afbeeldingen |
| 2023                                                                               | Natuurcentrum en stadsboerderij De Elzenhoek | Jenny Darksen                                                       | Anna van Schuurmanstraat; bij de het natuurcentrum/stadsboerderij in het park | Oss                               | Staal, polyester en twee-componentenlak.         |                   |
| 2023                                                                               | Zicht op Berghem | Piet Huibers                                                        | Spaanderstraat, bij fietstunnel onder Megensebaan                             | Berghem                           | Cortenstaal                                      |                   |
| 2024                                                                               | Spades | Jos Verschaeren                                                     | Rotonde Dorpenweg/Kerkstraat/Osseweg                                          | Macharen                          | Cortenstaal en kastanjehout                      |                   |
|                                                                                    | Gesmolten Margarine |                                                                     | Sint Barbaraplein                                                             | Oss                               | Polyester                                        | Meer afbeeldingen |
|                                                                                    | Spelende/dansende kinderen bij een zuil met het oude logo van de Rabobank |                                                                     | Dorpsplein                                                                    | Geffen                            | Brons                                            | Meer afbeeldingen |
|                                                                                    | Gele sculptuur met zon (voor Volksuniversiteit) |                                                                     | Kruisstraat                                                                   | Oss                               | Staal                                            | Meer afbeeldingen |
|                                                                                    | Metalen sculptuur bij John F. Kennedyschool |                                                                     | John F. Kennedybaan/Vlasakkers                                                | Oss                               | Brons                                            | Meer afbeeldingen |
|                                                                                    | Monument voor ongedoopte kinderen | Ger van Iperen-Schenkels                                            | Kloosterstraat (begraafplaats)                                                | Berghem                           | Brons                                            | Meer afbeeldingen |
|                                                                                    | Reliëf met dier figuren |                                                                     | Markermeer 22 (Expo Logistics)                                                | Oss                               |                                                  |                   |
|                                                                                    | Bakfiets |                                                                     | Marktplein                                                                    | Lith                              | Brons                                            | Meer afbeeldingen |